# Bidessus ovoideus
Bidessus ovoideus är en skalbaggsart som beskrevs av Régimbart 1895. Bidessus ovoideus ingår i släktet Bidessus och familjen dykare. Inga underarter finns listade i Catalogue of Life.